# 奕繪
奕繪（1799年1月16日—1838年7月7日），清嘉慶四年己未正月十六日─道光十八年戊戌七月七日），字子章，又號幻園居士、太素道人，為清高宗乾隆第五子榮純親王永琪之孫、榮恪郡王綿億長子。

## 生平
嘉慶二十年襲貝勒，道光十八年去世，生母侧福晋王佳氏锡德之女，嘉庆五年八月赏给二品顶戴，二十年六月承袭多罗贝勒，赏戴三眼花翎，道光三年九月管理正红旗觉罗学事物，五年七月授散秩大臣六年二月管理尔翼宗学事务，十年七月管理武英殿事务，十年十一月授正白旗汉军都统，十一年十月授内大臣，十三年十一月管理近支婚嫁事宜，十五年闰六月解去正白旗汉军都统、武英殿事务、近支婚嫁事宜、镶红旗总族长，道光十八年戊戌七月初七日辰时溘逝，年四十岁。
- 妻子：赫舍里氏，副都统福勒洪阿之女，善文，号妙华。
- 妾：顾氏顾文星之女（實際上為西林覺羅氏，甘肅巡撫鄂昌之孫女，即顧太清）。

奕繪善詩詞，工書畫，才貌雙全，尤好吟詠，著有《子章子》及駢文、詩詞。與其妾室顧太清感情甚深，兩人酬唱的作品，數量之盛，更為中國文學史上所罕見。

## 家庭

### 妻妾
嫡妻赫舍里氏，名蔼仙，号妙華夫人。副都統，男爵福勒洪阿之女。生长子载钧，次子载钦。 道光十年七月薨，奕绘作《鼓盆歌》，哭之，赐假治丧。
妾西林覺羅氏（顧太清），假冒顧文星之女，甘肅巡撫鄂昌之孫女。

### 子女
長子載鈞，道光十八年襲貝子，咸豐七年卒，嫡福晉赫舍里氏所生。
長女，本名不詳，字「孟文」，据载为道光五年生人，奕繪兒女排行第二，然太清道光四年成为奕绘妾，孟文生年与其母婚期及弟妹生年冲突，排行第四的同母妹仲文与排行第五的同母弟載釗生于道光五年。孟文疑为太清婚前与奕绘私通所生女。嫁超勇親王車登巴咱爾，道光二十七年去世，无子女。
次女，本名不詳，字「仲文」，道光五年生 ，排行第三。顧太清所生。与姐孟文同，生年存疑，疑为太清婚前与奕绘私通所生女，或婚前懷上，但婚後生下。嫁一等子博昌，无子女。
次子載欽，道光五年十一月生 ，排行第四。隔年即殤，嫡福晉赫舍里氏所生。
三子載釗，道光五年生，排行第五。追封鎮國公。顧太清所生。
三女載通，字「叔文」，排行第六。顧太清所生。嫁正白旗满洲、承恩公喜塔臘氏崇端为继室（养父智林，祖父孟住，曾祖三等承恩公和爾經額，祖伯父盛住（其曾孙光绪二年（1876年）恩科进士裕德），姑祖母喜塔臘氏封嘉庆帝之孝淑睿皇后，属文华殿大学士來保家族）。
四女載道，字「以文」。排行第七。顧太清所生。嫁孝賢純皇后伯父马齐嫡子傅良的庶出後裔二等敦惠伯富察承忠为三继室。子富察敦崇。
四子載初，排行第八。咸豐七年封輔國將軍。同治元年因事革退。顧太清所生。无子女。
五子載同，字「同之」，排行第九。道光十四年正月初五日生，十二月廿二日痘殤。顧太清所生。

### 後代
載鈞嗣子溥楣，為載釗第一子，過繼載鈞為嗣。咸豐七年襲鎮國公。同治五年（1866年）因事革退。三子溥芸（1850年-1902年），同治五年（1866年）襲鎮國公。光绪二十八年（1902年）去世。九子溥菖（1880年-？），光绪七年(1881年)襲奉國將軍。
溥芸次子毓敏(1878年-1911年)，光緒二十八年（1902年）襲奉恩將軍。
烏拉熙春是永琪的八世孫。她的祖父恒煦，是溥儀時期的鎮國公。父親是女真学、滿州学、蒙古学專家金啟孮。

## 相关影视
- 2006年 《大清后宫》 陈浩民饰荣广海

| 奕繪 榮親王世系清高宗世系的分支出生于：1月16日1799年逝世於：7月7日1838年 | 奕繪 榮親王世系清高宗世系的分支出生于：1月16日1799年逝世於：7月7日1838年 | 奕繪 榮親王世系清高宗世系的分支出生于：1月16日1799年逝世於：7月7日1838年 |
| 王室頭銜                                                                 | 王室頭銜                                                                 | 王室頭銜                                                                 |
| ------------------------------------------------------------------------ | ------------------------------------------------------------------------ | ------------------------------------------------------------------------ |
| 前任： 父親榮恪郡王綿億                                                  | 貝勒（榮親王系） 任職期間:1815年－1838年                                 | 繼任： 遞降為貝子 長子載鈞                                               |